# Saint-Sauveur (Côte-d’Or)
Saint-Sauveur ist eine französische Gemeinde mit 228 Einwohnern (Stand: 1. Januar 2022) im Département Côte-d’Or in der Region Bourgogne-Franche-Comté (vor 2016 Bourgogne). Sie gehört zum Arrondissement Dijon und zum Kanton Auxonne. 

## Geographie
Saint-Sauveur liegt etwa 31 Kilometer ostnordöstlich von Dijon an der Vingeanne. Umgeben wird Saint-Sauveur von den Nachbargemeinden Cheuge im Nordwesten und Norden, Jancigny im Norden und Nordosten, Talmay im Osten, Maxilly-sur-Saône im Süden, Drambon im Südwesten sowie von Montmançon im Westen.

## Bevölkerungsentwicklung
| Jahr                       | 1962 | 1968 | 1975 | 1982 | 1990 | 1999 | 2006 | 2013 | 2019 |
| Einwohner                  | 179  | 148  | 120  | 140  | 171  | 206  | 173  | 256  | 238  |
| Quellen: Cassini und INSEE |      |      |      |      |      |      |      |      |      |

## Sehenswürdigkeiten

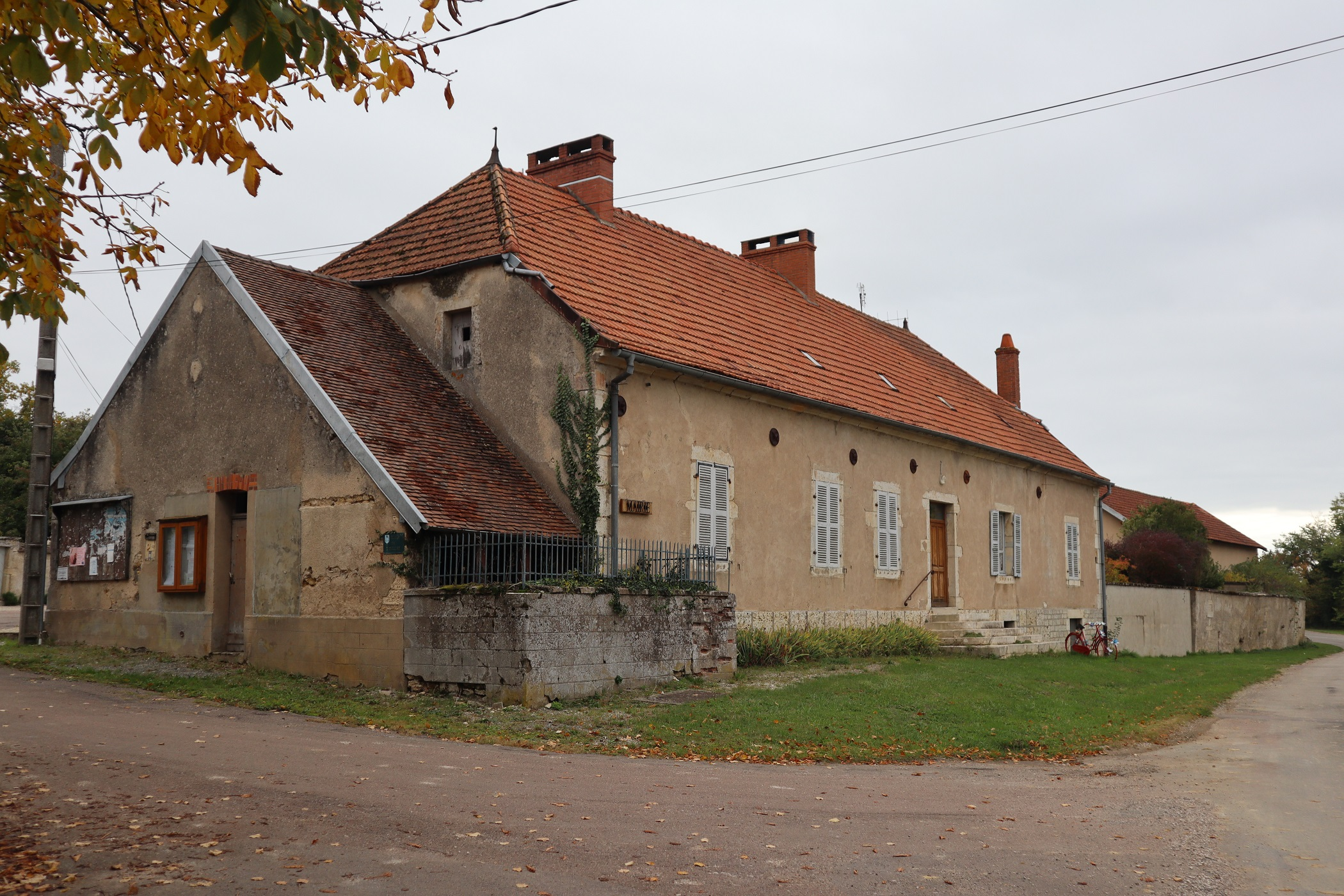
Rathaus

- Kirche Sainte-Trinité-et-Sainte-Ursule, frühere Prioratskirche des Benediktinerordens aus dem 13. Jahrhundert, Umbauten bis in das 15. Jahrhundert
- Schloss aus dem 19. Jahrhundert